# مولروزه
شهر مولروزه (به آلمانی: Müllrose) در ایالت برندنبورگ در کشور آلمان واقع شده‌است.